# III. Kleopátra
III. Kleopátra (görög betűkkel: Κλεοπάτρα), (?, i. e. 161 – ?, i. e. 101. szeptember) az ókori Egyiptom ptolemaida királynéja és királynője, VI. Ptolemaiosz és II. Kleopátra leánya; Egyiptom társuralkodója anyjával és közös férjükkel, VIII. Ptolemaiosszal i. e. 142 és 131, majd 127 és 116 között, később pedig fiaival, IX. Ptolemaiosszal és X. Ptolemaiosszal i. e. 116 és 101 között.
VIII. és X. Ptolemaiosz uralkodása alatt Kleopátra Euergetisz, IX. Ptolemaiosz uralkodása alatt Kleopátra Philometór Szoteira néven is említik. Sztrabón szerint mikor X. Ptolemaiosszal együtt említik, Kokke néven is szerepel.

## Élete

### Első társuralkodása
VI. Ptolemaiosz és testvér-felesége, II. Kleopátra kisebbik lánya volt. Fivérei fiatalon meghaltak, nővére, Kleopátra Thea Szíria királynéja lett. Még i. e. 146 decembere előtt VI. Ptolemaiosz papságot alapított neki a felső-egyiptomi Ptolemaisz Hermeiuban. A ptolemaida kor történelmében egyedülálló, hogy külön kultusza lett olyan hercegnőnek, aki még nem lett királynő. 
VI. Ptolemaiosz, II. Kleopátra és öccsük, VIII. Ptolemaiosz nem minden viszálytól mentes társuralkodása Egyiptom fölött i. e. 170-tól 145-ig tartott. Ekkor VI. Ptolemaiosz meghalt, II. Kleopátra pedig feleségül ment VIII. Ptolemaioszhoz, akinek kegyét azonban III. Kleopátra is igen gyorsan elnyerte. Ptolemaiosz valószínűleg i. e. 141 májusa és 140 januárja között vette feleségül unokahúgát is, több történész szerint anélkül, hogy elvált volna II. Kleopátrától. Iustinus és Titus Livius szerint Ptolemaiosz már korábban megerőszakolta III. Kleopátrát. Ptolemaiosz motivációja az lehetett, hogy II. Kleopátra már közeledett szülőképes kora végéhez, és csak egy fiuk volt, Ptolemaiosz Memphitész. A házasságkötés után III. Kleopátra egyenrangú társuralkodó lett anyja és nagybátyja mellett, és a három uralkodó közös kultusznevet is viselt: theoí Euergétai („jótevő istenek“). A korabeli papiruszokon II. Kleopátra nagyrészt adelphé („nővér”), III. Kleopátra pedig güné („feleség”) jelzővel szerepel, ugyanakkor csak utóbbi viseli a theá Euergétisz címet; ezzel, valamint azzal, hogy Ptolemaiszban újabb papságot hoztak létre számára, anyja fölé emelkedett.
A kettős házasság kétségkívül növelte a feszültséget anya és lánya között. I. e. 131-ben végül kitört a polgárháború, és II. Kleopátra i. e. 130-ban Ciprusra száműzte VIII. Ptolemaioszt és III. Kleopátrát. VIII. Ptolemaiosz Cipruson sereget toborzott, és gyorsan haladt Egyiptom visszahódításával. Propagandacélokból ellenpapokat nevezett ki a Nagy Sándor-papsággal szemben, akik II. Kleopátrát támogatták. Egy Hieropolosz nevű papot külön III. Kleopátra kultuszához nevezett ki; a királynőt ebben a kultuszában „a nagy Ízisz, az istenek anyja” címmel illették, ezzel a papok által szintén istennőként tisztelt anyja fölé emelték. A királynő azonosítása a legfontosabb egyiptomi istennővel ezúttal messzebbre ment, mint korábban: eddig még nem fordult elő, hogy a még élő királynőt már tisztán Ízisz megtestesüléseként tiszteljék, földi vonás nélkül. Az egyiptomiaknak így őt kellett Íziszként tisztelniük, anyjával szemben.
Miután VIII. Ptolemaiosz elfoglalta Alexandriát, II. Kleopátrát ideiglenesen száműzték, de i. e. 124-ben kibékültek, és a dátumformulák tanúsága alapján ismét együtt uralkodtak hárman.

### Második társuralkodása
Ptolemaiosz i. e. 116 júniusában meghalt, Egyiptom trónját III. Kleopátrára és egyik, általa választott fiára hagyta, Ciprust valószínűleg a másik fiára, Kürénét pedig törvénytelen fiára, Ptolemaiosz Apiónra. Ptolemaiosz ezzel nagy hatalmat adott fiatalabb felesége kezébe, és szembement a hagyománnyal, mely szerint a trónt az idősebb fiúnak kellett volna örökölnie. III. Kleopátra fiatalabb, irányíthatóbb fiát, X. Ptolemaioszt választotta volna társuralkodójául, mert az idősebbet, IX. Ptolemaiosz Lathüroszt nem kedvelte. Anyja, II. Kleopátra azonban az idősebb fiú mellett állt, ahogy Alexandria népe és a hadsereg is, így őt kellett választania. II. Kleopátra, III. Kleopátra és IX. Ptolemaiosz hármasban uralkodtak tovább, közös kultusznevük a theoí Philométoresz Szóteresz lett, X. Ptolemaiosz pedig Ciprust kapta meg.

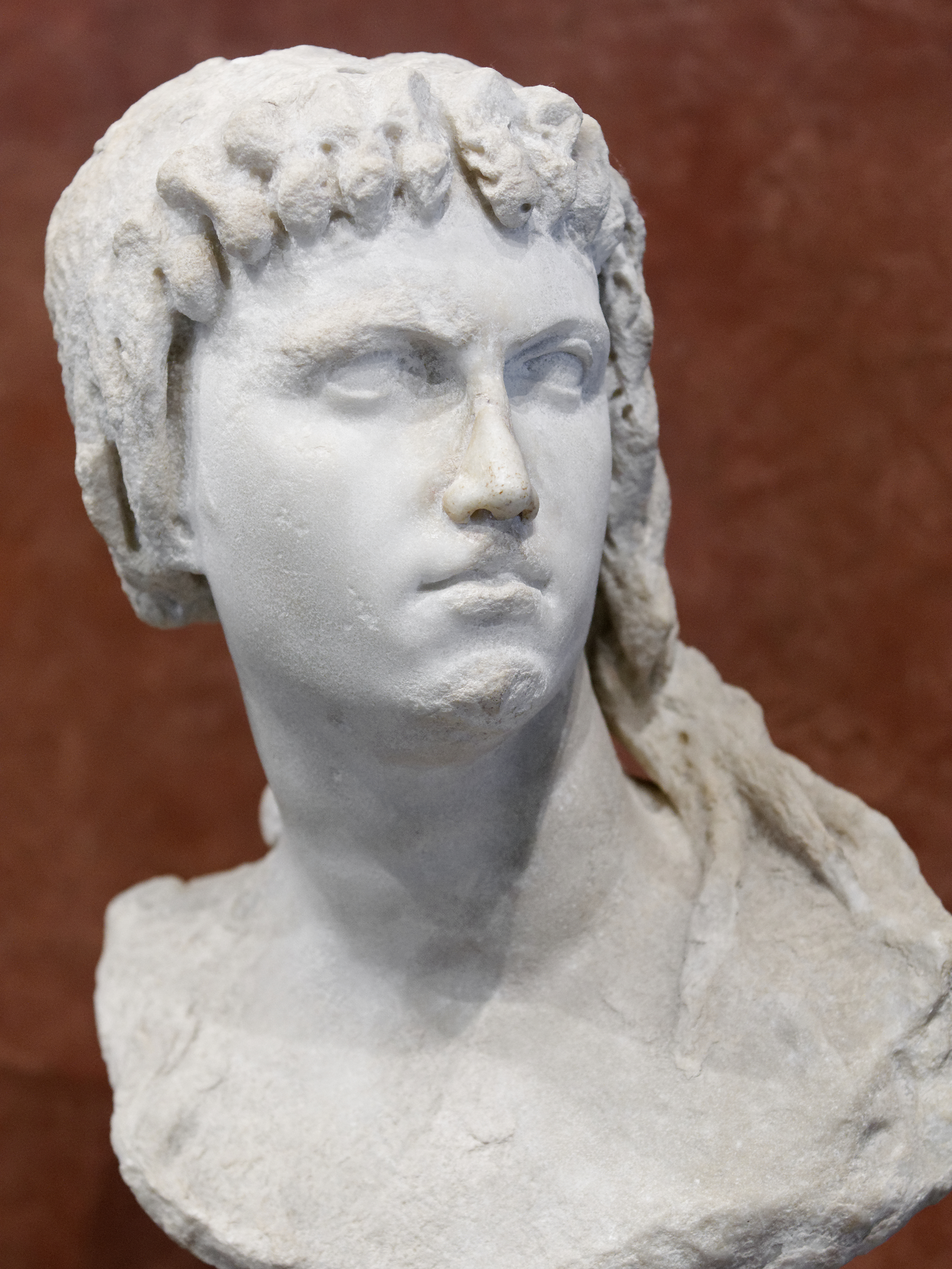
II. vagy III. Kleopátra. Louvre

I. e. 116 októbere körül II. Kleopátra is eltűnik a történelmi feljegyzésekből, ekkoriban vagy nem sokkal később halhatott meg. III. Kleopátra és fia együtt uralkodtak tovább, megtartva a theoí Philométoresz Szóteresz nevet. I. e. 115-ben III. Kleopátra három papi hivatalt hozott létre: a sztephanephóroszt („koronavivő”), a phoszphóroszt („fáklyavivő”) és a hiéreiát („papnő”) saját maga, Kleopátra Philometor Szóteira Dikaioszüné Nikephorosz számára; három utóbbi címével (megváltó, igazságos, győzedelmes) az uralkodó ideális tulajdonságait hangsúlyozta és ismét Íziszhez hasonlította magát. Anyját utólag kizárta a dinasztikus kultuszból, és gyűlöletből az emlékét is el akarta törölni. A dokumentumok III. Kleopátra nevét fiáé előtt említik, egyértelműen ő volt a befolyásosabb kettejük közül. Már I. Kleopátrával kezdődően megfigyelhető, hogy a ptolemaida dinasztia nőtagjai egyre több hatalomra tettek szert a férfiakkal szemben, ami végül VII. Kleopátra uralkodása alatt csúcsosodott ki. I. e. 115-ben III. Kleopátra erőszakkal elválasztotta IX. Ptolemaioszt nővér-feleségétől, IV. Kleopátrától, és kisebbik lányát, a könnyebben irányítható Kleopátra Szelenét adta hozzá feleségül. IV. Kleopátra Szíriába menekült, és feleségül ment IX. Antiokhosz szeleukida uralkodóhoz, aki III. Kleopátra ellensége volt.
Úgy tűnik, i. e. 115 szeptemberében anyja és felesége is elkísérte IX. Ptolemaioszt Dél-Egyiptomba, az etióp határ közelébe, mint arról egy felirat tanúskodik. Elephantiné és Philae papjait a királyi család anyagilag és földbirtokokkal is támogatta. Az elephantinéi Nílus-ünnepen IX. Ptolemaiosz a fáraók hagyományos szerepét töltötte be. Az utazás azt volt hivatott mutatni, hogy az uralkodók hatalma biztos. I. e. 116-ban vagy 115-ben III. Kleopátra bízta meg Küzikoszi Eudoxoszt második indiai utazásával.
Bár anya és fia éveken át együtt uralkodtak, kapcsolatuk valószínűleg nem volt a legjobb. Az ebből az időszakból származó írásos források ritkák. Otto és Bengtson a papiruszok és más források alapján arra a következtetésre jutott, hogy i. e. 110 októbere és 109 februárja, valamint 108 márciusa és 111májusa között fiatalabbik fiát ültette a trónra az idősebb helyett. Az előbbi időszakról már nem feltételezik ezt, utóbbiból azonban feltehetőleg származik egy felirat, melyet a kürénéiek címeztek a királynak és lánytestvérének; úgy tűnik, IX. Ptolemaiosz és Kleopátra Szelené ide vonultak vissza anyjuk elől (Ptolemaiosz Apión valószínűleg csak i. e. 102 után uralta Kürénét). Werner Huß Szicíliai Diodórosz egy töredéke alapján katonai konfliktust is feltételez anya és fia között, melynek során Ptolemaiosz elfoglalta Alexandriát, de megbocsátott anyjának és újra együtt uralkodtak. I. e. 109/108 körül újabb konfliktusra adott okot, hogy IX. Ptolemaiosz anyja akarata ellenére hatezer katonával támogatta IX. Antiókhoszt I. Hürkanosz zsidó főpap ellen.

## Harmadik társuralkodása
I. e. 107 októberében III. Kleopátra elűzte IX. Ptolemaioszt Alexandriából. Porphüriosz azt írja, hogy Ptolemaiosz uralkodásának tizedik évében megölette szülei barátait, anyja pedig kegyetlenségéért száműzte. Iustinus és Pauszaniász szerint azonban III. Kleopátra nem volt képes irányítani egyre önállóbb fiát, és felszította ellene az alexandriaiak haragját: a hozzá hű eunuchok saját magukat sebesítették meg, és hamisan azt állították, hogy akkor sérültek meg, amikor IX. Ptolemaiosz meg akarta öletni anyját. A kutatás nagyobb hitelt ad a Kleopátra-ellenes hagyománynak. III. Kleopátra képes volt az alexandriaiakat a maga oldalára állítani, IX. Ptolemaiosz Ciprusra menekült, Kleopátra Szelené és két fiuk pedig Alexandriában kellett, hogy maradjanak. Eközben III. Kleopátra kedvenc fia, X. Ptolemaiosz Ciprusról Peluszionba utazott, majd ő lett anyja társuralkodója, de teljes egészében báb volt anyja kezében.

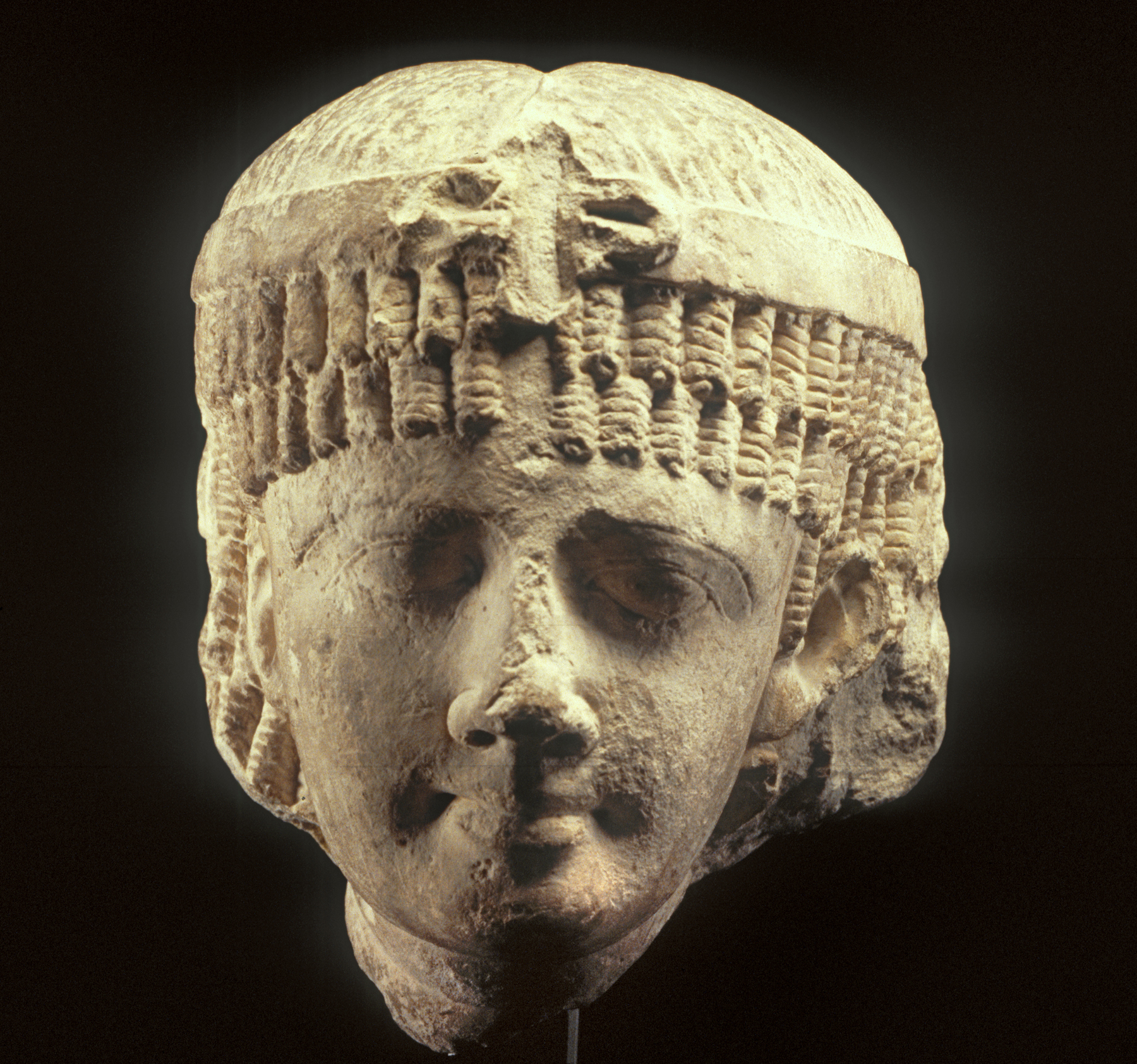
II. vagy III. Kleopátra.
Walters Art Museum, Baltimore

Társuralkodásuk alatt a dokumentumokat kettős datálás jellemezte: III. Kleopátra 11. éve X. Ptolemaiosz 8. évével volt azonos. A két uralkodó kultikus címe ugyanaz maradt: theoí Philométoresz Szotéresz. III. Kleopátra kultusza számára újabb, ötödik papságot is létrehoztak az alexandriai ptolemaida kultuszon belül, ennek első papjaként egy bizonyos Helenoszt, Ciprus stratégáját említik i. e. 107/106-ban. X. Ptolemaiosz bátyja nyomdokaiba lépve Nagy Sándor papja is lett, mígnem anyja i. e. 105/104-ben magának szerezte meg ezt a legmagasabb férfi főpapi címet is, minden hagyományt felrúgva ezzel.
III. Kleopátra flottát küldött Ciprus ellen. IX. Ptolemaioszt legyőzték és elfogták, de megszökött és Szeleukeia Pieriába ment; Kleopátra megtorlásul kivégeztette a parancsnokot, majd merényletet szervezett száműzetésben lévő fia ellen, de nem járt sikerrel. IX. Ptolemaiosz még i. e. 106/105-ben visszafoglalta Ciprust, és vissza tudta verni anyja megszálló csapatait, mivel Kleopátra több hadvezére is átállt hozzá, kivéve a zsidó testvérpárt, Helkiászt és Ananiászt.
Kleopátra valószínűleg összetűzésbe került ifjabbik fiával is, aki i. e. 105/104-ben elmenekült, de némi rábeszélés hatására visszatért.
I. e. 103–101 között III. Kleopátra zsidó támogatással szeleukida területen küzdött meg idősebb fiával; az egymással háborúban álló szeleukida fivérek, VIII. Antiokhosz és IX. Antiokhosz többé-kevésbé csak szemtanúként vettek részt. Alexandrosz Iannaiosz zsidó főpap és király i. e. 103 elején megostromolta Ptolemaisz (ma Akko) városát; a lakosok IX. Ptolemaiosz segítségét kérték, aki megígérte, hogy segíteni fog, mert új felvonulási területet keresett Egyiptom visszahódításához. A város lakói azonban hamar meggondolták magukat, és inkább egyedül szálltak szembe Iannaiosszal, hogy ne keltsék fel III. Kleopátra haragját. Mikor IX. Ptolemaiosz megérkezett, Iannaiosz egyezkedni kezdett vele, de titokban megpróbálta meggyőzni III. Kleopátrát, hogy kezdjen harcba fia ellen. Ptolemaiosz átlátott a kettős játékon, megszállta Júdeát, és a Jordán-parti Aszophónnál legyőzte Iannaioszt; elfoglalta Ptolemaiszt is.
Fia sikerein megriadva III. Kleopátra lépésre szánta el magát: Helkiászt és Ananiászt kinevezte csapatai parancsnokává, és arra készült, hogy Koilé-Szíriában küzd meg IX. Ptolemaiosszal, egyben elvágja a visszavonulás útját Ciprus felé. A biztonság kedvéért unokáit, XI. Ptolemaioszt, XII. Ptolemaioszŧ és Ciprusi Ptolemaioszŧ, valamint kincseit és végrendeletét a Kósz-szigeti Aszklépiosz-szentélybe hozatta. Emellett VIII. Antiokhosz segítségét is kérte, akihez elküldte lányát, Kleopátra Szelenét feleségnek, és csapatokat is küldött vele.
I. e. 103 nyarán III. Kleopátra, Helkiász és Ananiász a sereg vezéreként Ptolemaisz felé vonult. X. Ptolemaiosz flottával hajózott a stratégiai fontosságú város felé. I. e. 102 eleje körül sikerrel járt a hódítás, melyben Petimuthész egyiptomi tábornok is fontos szerepet játszott, mint azt karnaki szobrának felirata tanúsítja. A szobor felirata azt is bizonyítja, hogy a harcban egyiptomi parancsnokok is részt vettek, nem csak zsidók, ahogy azt Josephus műve sugallja. Úgy tűnik, Kleopátra serege három részre oszlott Ptolemaisz ostroma során; Helkiász a legnagyobb sereg élén IX. Ptolemaiosz után sietett, aki gyors tempóban haladt a most csak gyengén védett Egyiptom felé. A zsidó tábornok azonban meghalt Ptolemaiosz üldözése közben. A második sereg Ananiász és Kleopátra parancsnoksága alatt valószínűleg Ptolemaiszt ostromolta, majd a bevétel után elpusztította a várost. Aéexandrosz Iannaiosz idejött, hogy tiszteletét tegye a királynő előtt. Egyes magas rangú egyiptomiak azzal az ötlettel álltak elő, hogy Júdeát újra csatolják a ptolemaida birodalomhoz, de Ananiász sikeresen lebeszélte őket erről, rámutatván, hogy ezzel a lépéssel kivívnák a zsidók haragját a Ptolemaida-dinasztia ellen. Kleopátra ehelyett – talán azt is figyelembe véve, hogy Júdea a nagyhatalom Róma szövetségese – egyezséget kötött Iannaiosszal. X. Ptolemaiosz eközben a harmadik sereg élén Damaszkusz felé tartott.
IX. Ptolemaiosz nem jutott messzire Egyiptomban, Kleopátra pedig csapatokat küldött utána, talán X. Ptolemaiosz vezetésével. I. e. 102 februárjában X. Ptolemaiosz seregével Peluszionban volt, és sikerrel védte meg a várost bátyjától, aki ismét Ciprusra vonult vissza.
Kleopátra is visszatért Egyiptomba, seregei egy részét azonban Ptolemaiszban hagyta i. e. 102 szeptemberének végéig, hogy elrettentse IX. Ptolemaioszt. I. e. 101 októberében Kleopátra meghalt. Egyes ókori szerzők szerint X. Ptolemaiosz ölette meg, mert Kleopátra is meg akarta öletni őt. Bár ezt az elképzelést sokszor megkérdőjelezték, nem lehetetlen; elképzelhető, hogy a fiú, akinek katonai sikerei önbizalmat adtak, nem tűrte többé anyja hatalmaskodását. X. Ptolemaiosz egyedül vagy feleségével, III. Berenikével (III. Kleopátra unokájával) uralkodott tovább.

## Gyermekei

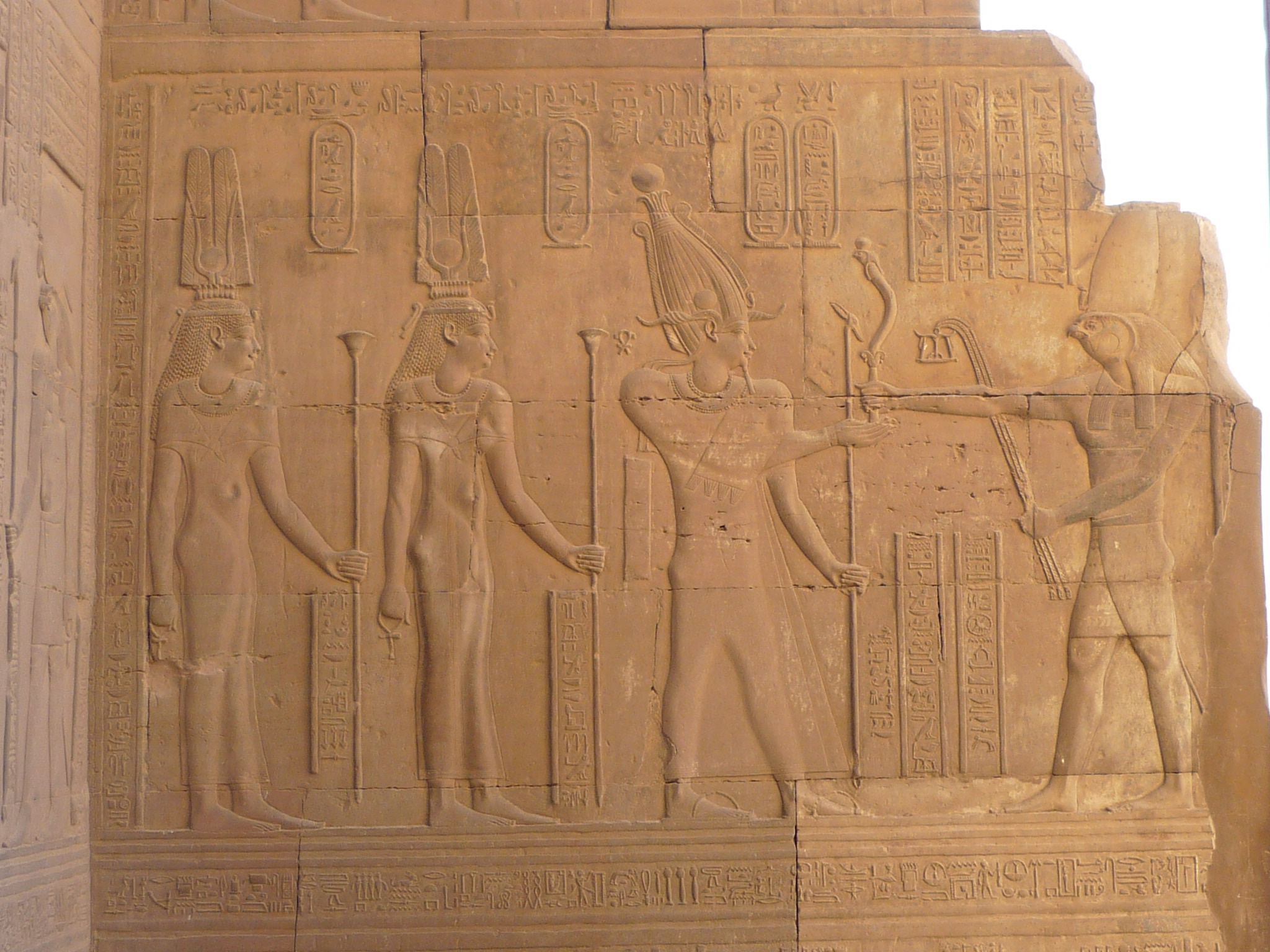
III. Kleopátra, II. Kleopátra és VIII. Ptolemaiosz Hórusz előtt, Kom Ombóban

III. Kleopátrának és VIII. Ptolemaiosznak öt gyermeke született:
- IX. Ptolemaiosz Lathürosz (i. e. 143-141 körül – i. e. 81)
- Trüphaina (i. e. 141 körül – i. e. 111) VIII. Antiokhosz szeleukida uralkodó felesége
- X. Ptolemaiosz Alexandrosz (i. e. 140-139 körül – i. e. 88). Felesége Bereniké, bátyjának, IX. Ptolemaiosznak és húgának, Kleopátra Szelénének lánya.
- IV. Kleopátra (i. e. 138-135 körül – i. e. 112) IX. Ptolemaiosz, majd IX. Antiokhosz szeleukida uralkodó felesége
- Kleopátra Szelené (i. e. 135-130 körül – i. e. 69) IX. Ptolemaiosz, majd X. Ptolemaiosz, VIII. Antiokhosz, IX. Antiokhosz és X. Antiokhosz felesége, Szíria társuralkodója

## Neve és címe egyiptomi nyelven
A fáraók titulatúrájának magyarázatát és történetét lásd az Ötelemű titulatúra szócikkben.
| G5 |

| G5 |

| N6 · t · H8 | E1 · D36 | V30 · N16 · N16 |

| N6 · t · H8 | E1 · D36 | V30 · N16 · N16 |

| N6 · t · H8 | E1 · D36 | V30 · N16 · N16 |

| N6 · t · H8 | E1 · D36 | V30 · N16 · N16 |

| G5 |

| G5 |

| N6 · t · H8 | E1 · D36 | V30 · N16 · N16 |

| N6 · t · H8 | E1 · D36 | V30 · N16 · N16 |

| N6 · t · H8 | E1 · D36 | V30 · N16 · N16 |

| N6 · t · H8 | E1 · D36 | V30 · N16 · N16 |

| G39 | N5 | \| \| |
|     |    |       |

|  |

| G39 | N5 | \| \| |
|     |    |       |

|  |

| q · rw | A | wA | p · d | r · A | t · H8 |

| q · rw | A | wA | p · d | r · A | t · H8 |

| q · rw | A | wA | p · d | r · A | t · H8 |

| q · rw | A | wA | p · d | r · A | t · H8 |

| q · rw | A | wA | p · d | r · A | t · H8 |

| q · rw | A | wA | p · d | r · A | t · H8 |

| q · rw | A | wA | p · d | r · A | t · H8 |

| q · rw | A | wA | p · d | r · A | t · H8 |

| G39 | N5 | \| \| |
|     |    |       |

|  |

| G39 | N5 | \| \| |
|     |    |       |

|  |

| q · rw | A | wA | p · d | r · A | t · H8 |

| q · rw | A | wA | p · d | r · A | t · H8 |

| q · rw | A | wA | p · d | r · A | t · H8 |

| q · rw | A | wA | p · d | r · A | t · H8 |

| q · rw | A | wA | p · d | r · A | t · H8 |

| q · rw | A | wA | p · d | r · A | t · H8 |

| q · rw | A | wA | p · d | r · A | t · H8 |

| q · rw | A | wA | p · d | r · A | t · H8 |

## Fordítás
- Ez a szócikk részben vagy egészben  a   Kleopatra III. című német Wikipédia-szócikk ezen változatának fordításán alapul.  Az eredeti cikk szerkesztőit annak laptörténete sorolja fel. Ez a jelzés csupán a megfogalmazás eredetét és a szerzői jogokat jelzi, nem szolgál a cikkben szereplő információk forrásmegjelöléseként.
- Ez a szócikk részben vagy egészben  a   Cleopatra III of Egypt című angol Wikipédia-szócikk ezen változatának fordításán alapul.  Az eredeti cikk szerkesztőit annak laptörténete sorolja fel. Ez a jelzés csupán a megfogalmazás eredetét és a szerzői jogokat jelzi, nem szolgál a cikkben szereplő információk forrásmegjelöléseként.